# 吴裕垂
吴裕垂（？—？），清朝作家，安徽省泾县茂林人氏。著有《历朝史案》一书。曾对汉武帝打击外来侵略大加赞赏，抨击宋朝的懦弱行径。